# Malmö Carambole Club
Malmö Carambole Club är en svensk biljardförening som har sin hemvist i Föreningarnas Hus i Malmö.
Den hittills största meriten är vinsten av lag-SM i trevallars carambole 2008.